# Таоланга
Таоланга (фр. Taolanga) — деревня в Чаде, расположенная на территории региона Борку. Входит в состав департамента Борку.

## География
Деревня находится в северной части Чада, в южной части Сахары, на высоте 262 метров над уровнем моря.
Таоланга расположен на расстоянии приблизительно 774 километров к северо-востоку от столицы страны Нджамены. Ближайшие населённые пункты: Со, Бесеме, Торшанга, Кеме, Файя-Ларжо, Куркур, Мордангай, Куфи, Керкереданга.
Климат деревни характеризуется как аридный жаркий (BWh в классификации климатов Кёппена).

## Транспорт
Ближайший аэропорт расположен в городе Файя-Ларжо.